# 飛行甲板

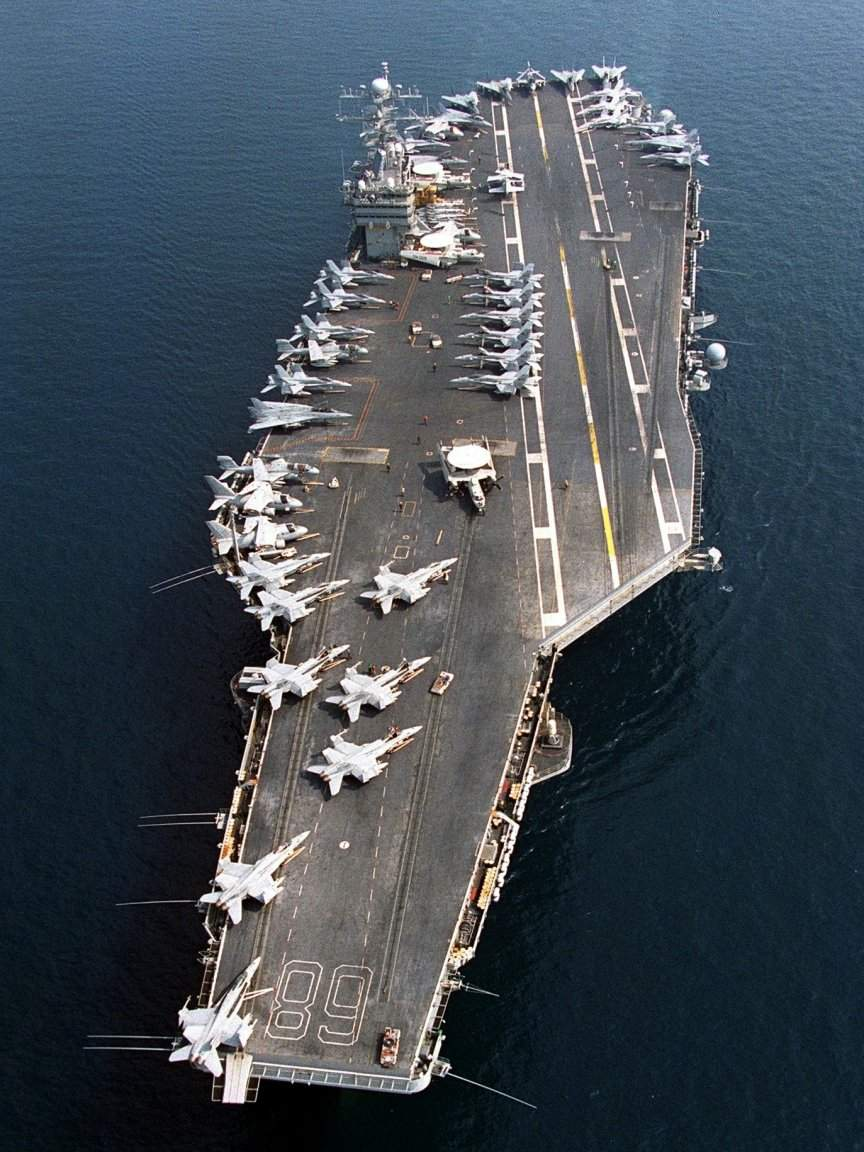
「ニミッツ」の飛行甲板

飛行甲板（ひこうかんぱん、英語: flight deck）とは、艦船での航空機運用のための甲板のこと。航空母艦にとって最も重要なものであり、黎明期の一部の艦を除いて艦首から艦尾まで通じた全通甲板となっている。強襲揚陸艦/ヘリコプター揚陸艦/ヘリ空母においても、全通形式の飛行甲板を有しているものがある。また、ヘリコプター運用のみを対象とする場合はヘリコプター甲板とも呼称されるが、アメリカ海軍や海上自衛隊においては「飛行甲板」と総称している。

## レイアウトの変遷

### 全通飛行甲板の登場
最初期の飛行甲板は、発艦用と着艦用とが別々に登場した。1910年11月14日、アメリカ海軍の軽巡洋艦「バーミングハム」の艦首に仮設された25×7メートル大のプラットフォームから、ユージン・バートン・イーリーが操縦するカーチス モデルDが発艦し、世界初の航空機による発艦となった。そして翌1911年1月18日、装甲巡洋艦「ペンシルベニア」の後甲板上に仮設された36×10メートル大のプラットフォームに、やはりイーリーが操縦するカーチス機が着艦し、洋上の艦船への世界初の着艦となった。
イギリス海軍の「フューリアス」は、1917年の就役当初は船体前部にしか飛行甲板を持たず、着艦の際にはここに横方向から接近して着艦する方式を想定していた。しかし実験の際に飛行隊指揮官が殉職するなど危険性が高く、年末からの第一次改装の際に船体後部に着艦用甲板を設置した。そして同艦などの経験を踏まえ、翌1918年に竣工した「アーガス」において、艦の前後に全通した飛行甲板が採択され、以後の空母で標準的なレイアウトとなった。
「アーガス」を含めて、最初期の空母では、艦橋構造物を廃止して昇降式の小型指揮所にとどめ、煙突も廃止して艦尾排気とした平甲板型も試みられたが、操艦や飛行甲板の指揮などの観点からは不利が指摘された。このことから、後には、小型艦では平甲板型とする一方、大型艦では、煙突や艦橋をまとめて舷側に寄せた上部構造物（アイランド）を設ける島型が常識となった。また小型艦でも、小さい艦橋構造物を飛行甲板の側方に設けるのが普通となった。

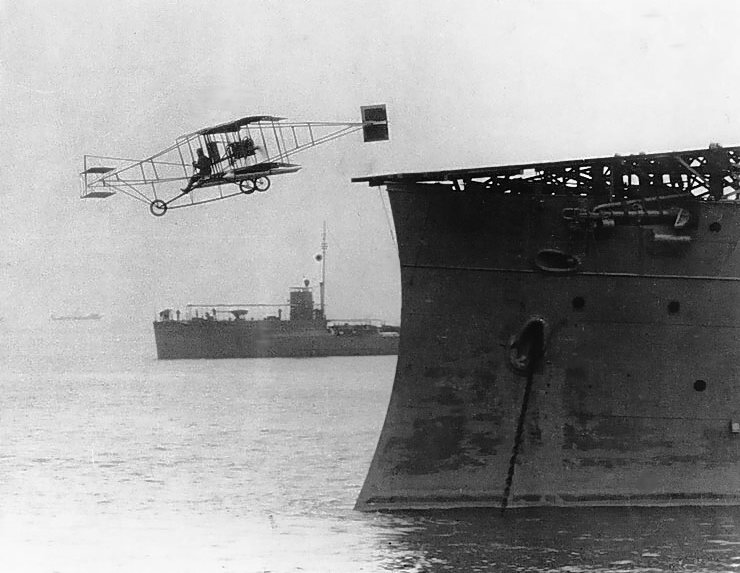
「バーミングハム」からの初の発艦[注 2]
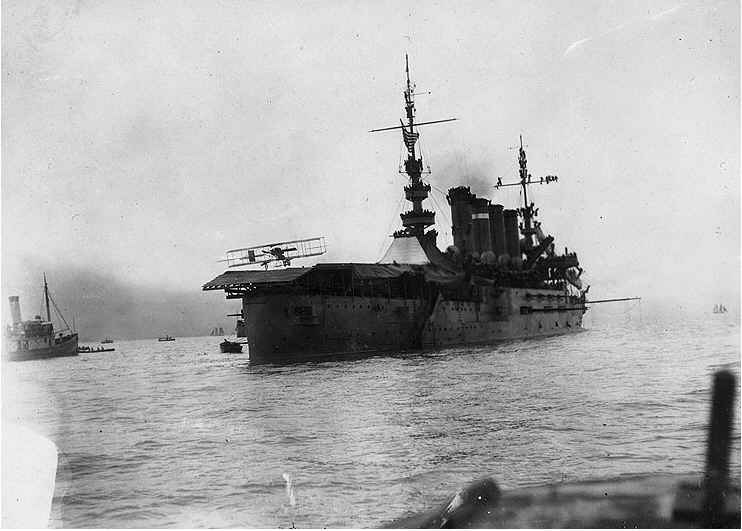
「ペンシルベニア」への初の着艦
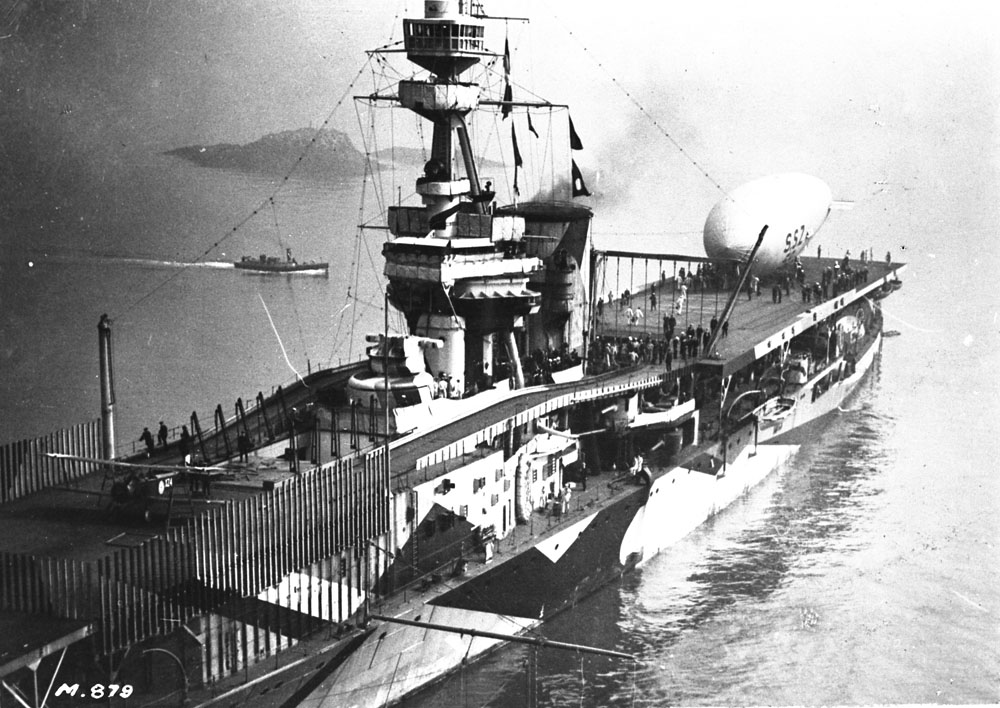
「フューリアス」の艦橋構造物を挟んで設けられた飛行甲板
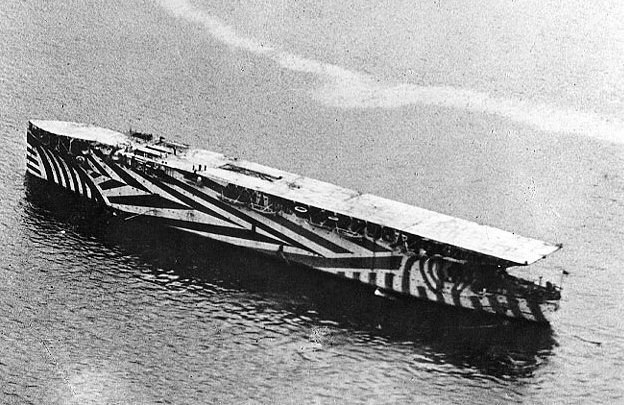
初の全通飛行甲板艦として竣工した「アーガス」

### 多段式飛行甲板の挫折
1920年代のイギリス海軍（「フューリアス」・グローリアス級）や大日本帝国海軍（「赤城」・「加賀」）では、複数の飛行甲板を上下に積み重ねる多段式が試みられた。しかしこの方式では、実際には下部飛行甲板での航空機の運用は困難であり、また上部飛行甲板は長さが短くなって小型空母と同程度の性能まで低下してしまうという問題があり、実用性が低かった。アメリカやフランスは当初から広い一枚甲板を採用しており、後に航空機の大型化に伴って、イギリスや日本でも一段甲板に統一された。

### 斜め飛行甲板の登場

アングルド・デッキ

従来、飛行機は艦の中心線に沿って着艦していたが、着艦時に事故を生じた場合、飛行甲板前方にある停止機に衝突する危険があった。特にジェット機の配備が進むと、機の能力向上と比例して、この危険は著しく増大した。イギリス海軍は1948年よりこの問題への研究を開始しており、その解決策として斜め飛行甲板（アングルド・デッキ）が創案された。
これは艦の後部から左舷に向けて着艦帯を斜めに設けるもので、着艦機が艦橋や停止・待機機と衝突する事故は回避でき、最悪の場合でもその1機だけの損失で済むようになった。またエレベーターや駐機スペースは着艦動線から外れた部分に設置されるため飛行甲板作業も容易となる。
まず1952年2月、イギリス海軍のコロッサス級空母「トライアンフ」にアングルド・デッキを模した塗装を施して実験を行ったのち、アメリカ海軍のエセックス級空母「アンティータム」を改装して本格的な運用が開始された。また英米両国では既存の空母の改装も実施した。以後に建造された空母のうち、アレスティング・ギアを使用して着艦を行う空母(CATOBAR方式やSTOBAR方式)は全てこの配置を採用しており、CATOBAR方式の空母に限定すればカタパルトをアングルド・デッキ内にも装備して着艦作業を行わない間ならば同時発艦機を増加させる事が可能。
一方、垂直着艦を行うSTOVL方式の強襲揚陸艦や軽空母等では、特に必要性がないため、基本的にはアングルド・デッキは採用されない。ソ連海軍のキエフ級航空母艦では、VTOL・STOVL方式ながら飛行甲板を斜めに配置したが、これは艦橋の前部にミサイルや艦砲などの兵装を搭載したためで、発着を重視したアングルド・デッキとは意図が異なる。

## 飛行甲板の特殊装置

### 着艦装置

#### 制動装置
甲板上に浮かせた状態で数本張られたアレスティング・ワイヤーを、着艦する機体のアレスティング・フックで引っ掛けて、強力なブレーキ力を発生させる。制動機構としては油圧ブランジャー式が一般的だが、古い空母ではスプリング式を用いた例もあった。なおアメリカ海軍のジェラルド・R・フォード級では、水とタービンを用いた制動機構 (Advanced Arresting Gear) の導入も検討されている。
ワイヤーは着艦帯に対して横方向に張られるのが一般的だが、初期の英国空母では縦方向にワイヤーを張っていた。黎明期には多数のワイヤーが張られていたが、アングルド・デッキ化によって着艦復行を行いやすくなったこともあって減少した。アメリカ海軍の場合、アングルド・デッキ化第一号のフォレスタル級では6索型だったが、後に4索型に変更した。またこの4本のうち、最も艦首側のNo.4ワイヤが使われることはめったになく、保守整備の手間を削減するため、ニミッツ級「ロナルド・レーガン」からは3索型となった。
またワイヤーでの制動に失敗し、着艦復行も困難な場合などの非常時に使う、機体全体を受け止めるバリケード（滑走制止装置）もある。

### 発艦装置

#### カタパルト

カタパルトを使い発艦するスーパーホーネット（奥）、ジェット・ブラスト・ディフレクターが起立したスタートポイントで待機するスーパーホーネット（手前）

航空母艦が実用化された直後は、まだ航空機が軽かったため、艦上機自身が飛行甲板上を滑走して得た力と、母艦が風上に突進することで生じる力とをあわせた合成風力だけでも、十分に発艦することができた。その後、第二次世界大戦期になると、航空機の重量が増して、発艦を補助する手段が求められるようになったため、カタパルトが用いられるようになった。
カタパルトは、1915年にアメリカ海軍の装甲巡洋艦「ノースカロライナ」に搭載されたのを皮切りに、まず水上戦闘艦に搭載された水上機の発進のために用いられていたが、1920年代中盤には航空母艦での採用も試みられるようになっており、イギリス海軍では2代目「アーク・ロイヤル」、アメリカ海軍では「レンジャー」より装備されてその実用性を立証した。一方、大日本帝国海軍でも艦発促進装置として開発を進め、空母の多くに後日装備余地を確保していたものの、装備化には至らなかった。
従来のカタパルトは油圧式が主流だったが、出力向上に限度があり、航空機の大型化に対応できるような強力なものは極めて大掛かりで構造複雑なものとなった。この問題に対して、イギリスでは蒸気式カタパルトを開発して「アーク・ロイヤル」で装備化した。またその技術提供を受けたアメリカ海軍でもフォレスタル級より装備化し、既存の艦でも逐次に換装した。また艦上機のジェット化が進むと、その排気による甲板への影響が無視できなくなったことから、カタパルトやスキージャンプなどのスタートポイント直後には、起倒式のスクリーン（ジェット・ブラスト・ディフレクター）が設置されるようになった。
その後、21世紀に入ると、リニアモーターを用いた電磁式カタパルトが開発され、アメリカ海軍ではジェラルド・R・フォード級から装備化された。これは出力的には従来の蒸気式カタパルトと同程度ながら、機体の特性にあわせて加速度を調整できることから機体への荷重を軽減でき、また小型軽量化および整備性の向上も実現された。
なお、初期のカタパルトでは、シャトルと航空機の接続のためにブライドル・ワイヤーと呼ばれる鋼索を使用していた。これは機体の胴体下面などに設置されたフックと、カタパルトのシャトルとをワイヤーロープでつなぎ、機体を引っ張って射出する方式である。このワイヤーは射出と同時に機体から分離するため、当初は発艦ごとの使い捨てだったが、のちには回収して再利用することになった。そのために、カタパルト延長線上の飛行甲板前縁斜め下方に角のように突き出した構造（ホーン）が設けられ、ブライドル・レトリーバーと呼ばれた。しかし後には、艦上機の主脚にカタパルトのシャトルと直接接続できる機構を備えるようになり、ブライドル・ワイヤーが不要となったため、このような新世代機が増えるにつれて、ブライドル・レトリーバーも撤去されていった。

#### スキージャンプ
1960年代より、イギリスのホーカー・シドレー ハリアーを端緒として、固定翼機としての垂直離着陸機（VTOL機）が登場しはじめた。これらの機体は、その名の通りに垂直に離着陸することはできるが、特に離陸については、垂直方向に行うよりは、（短距離であっても）滑走したほうが燃料・兵装の搭載量を相当に増やしても離陸させられることから、実際の運用では垂直離陸（VTO）ではなく、短距離離陸（STO）と垂直着陸（VL）を組み合わせたSTOVL方式となることが多い。
そして短距離離陸をするさい、スキージャンプ勾配を駆けあがることで、単純に水平に滑走するよりも高い高度まで機体を押し上げることができ、搭載量を増加させられることが注目されるようになった。イギリス海軍では、当時建造していたインヴィンシブル級にスキージャンプ勾配を設置したほか、既存の「ハーミーズ」にも設置した。また他国でも、ハリアーを運用する軽空母を建造する際にはスキージャンプ勾配を設置することが多かったが、スキージャンプ勾配を設置すると、その部分でヘリコプターが発着できなくなって同時発着数が減少するという欠点もあり、海兵隊のヘリボーン拠点としての性格があるアメリカ海軍の強襲揚陸艦では採用されなかった。
またソ連海軍の「アドミラル・クズネツォフ」では、政治的な理由からカタパルトの設置が実現しなかったため、CTOL機をスキージャンプで発艦させて、着艦時には制動装置で停止させるというSTOBAR方式が開発された。ただしこの方式では、発艦のためにCATOBAR方式よりも長い滑走レーンを必要とするため航空機の運用効率が低くなり、最大離陸重量も制約される。

### その他装置
第二次世界大戦までの航空母艦では、艦載機の他の艦との移動や着水機の吊り上げのために固定式のクレーンが飛行甲板の端に搭載されていた。戦時中から自走式の移動式クレーンが用いられはじめ、その後も自走不能になった艦載機などの撤去のために、移動式クレーンが配備されている。
移動式クレーンのほかにも、兵装や燃料タンクなど大量かつ重量のある機材のために、牽引自動車やフォークリフトなど大小の輸送車両が用いられる。
アメリカ海軍の航空母艦の飛行甲板には、スプリンクラーが搭載されている。これは核戦争の際の放射性降下物を洗い落とすのが目的だが、火災時の消火や日頃の甲板の掃除にも用いられる。火災消火のための消火栓も別途取り付けられている。

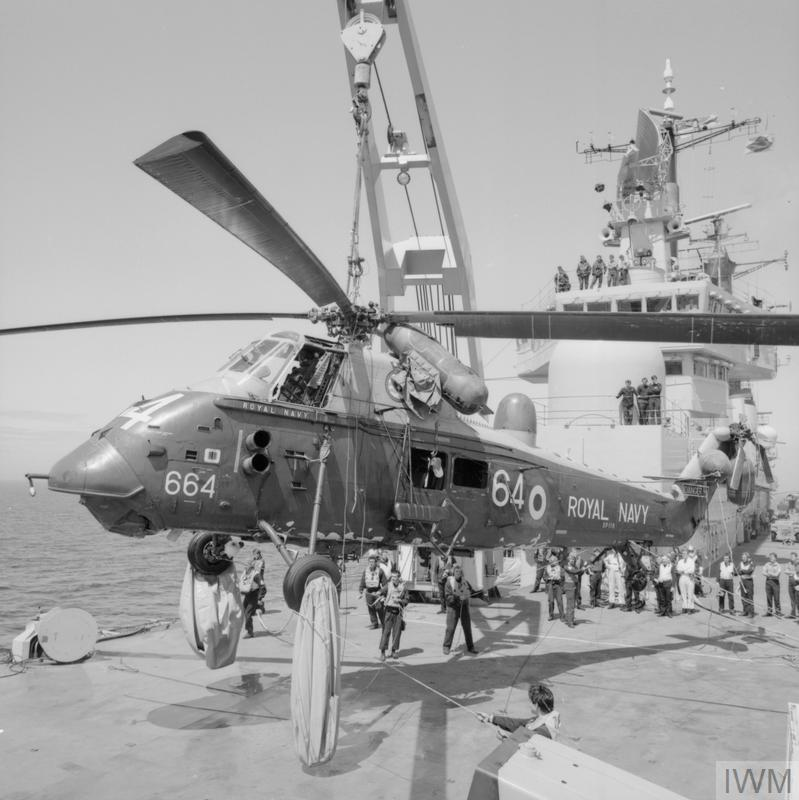
ヘリコプターを吊り上げる「インビンシブル」のクレーン
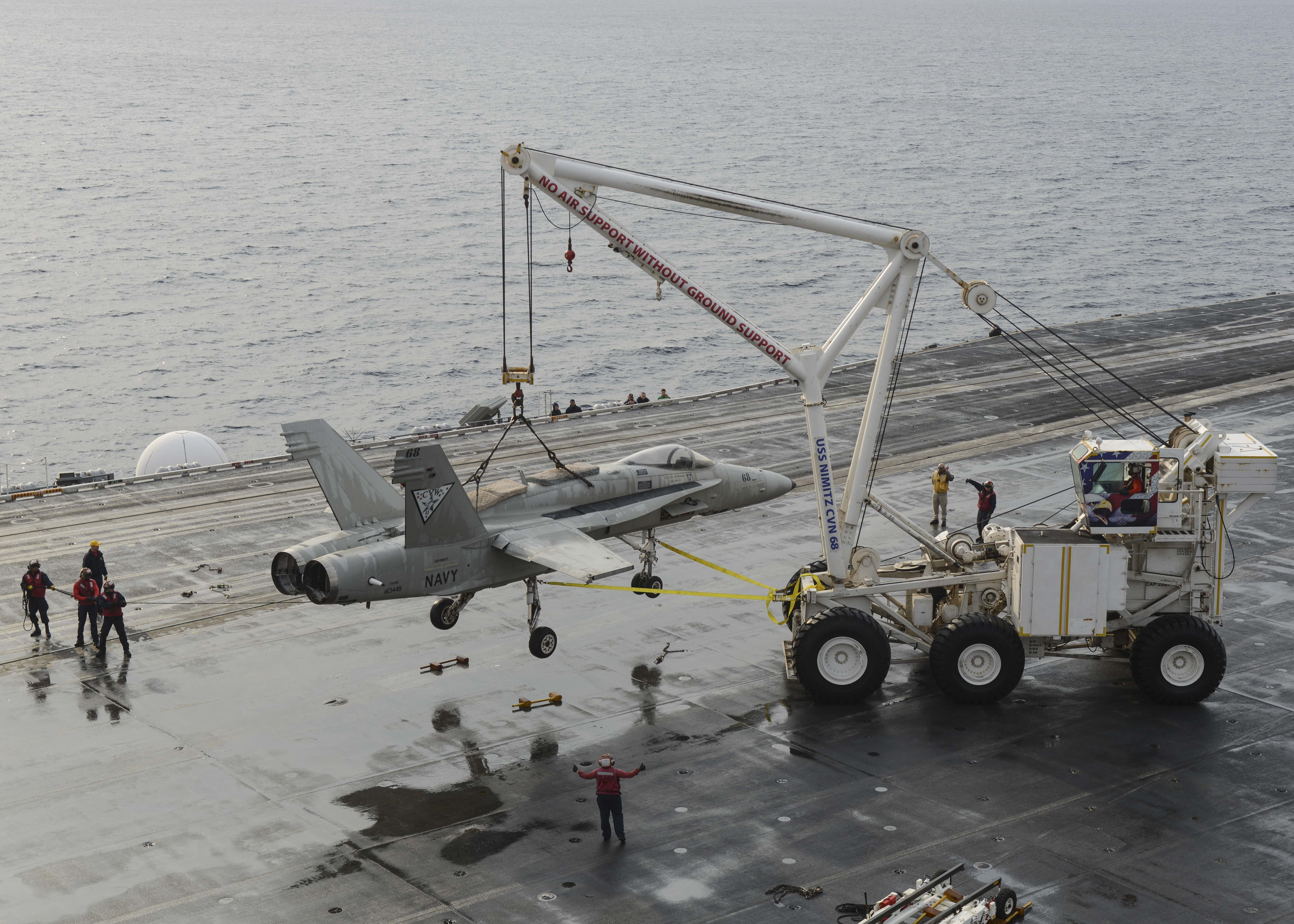
「ニミッツ」で艦載機のつり上げ訓練を行う移動式クレーン（2017年12月8日）
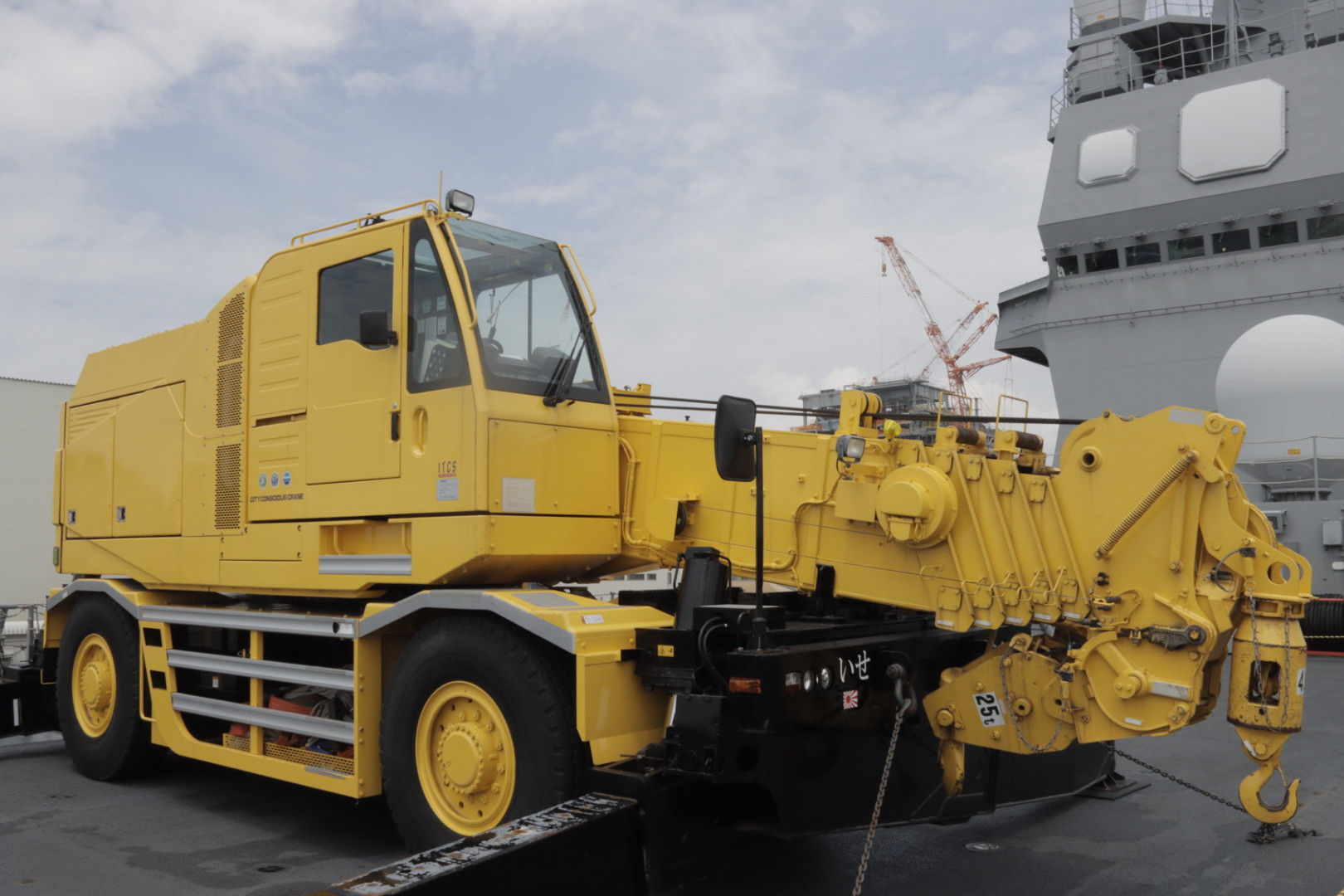
「いせ」飛行甲板の移動式クレーン（2024年7月15日）
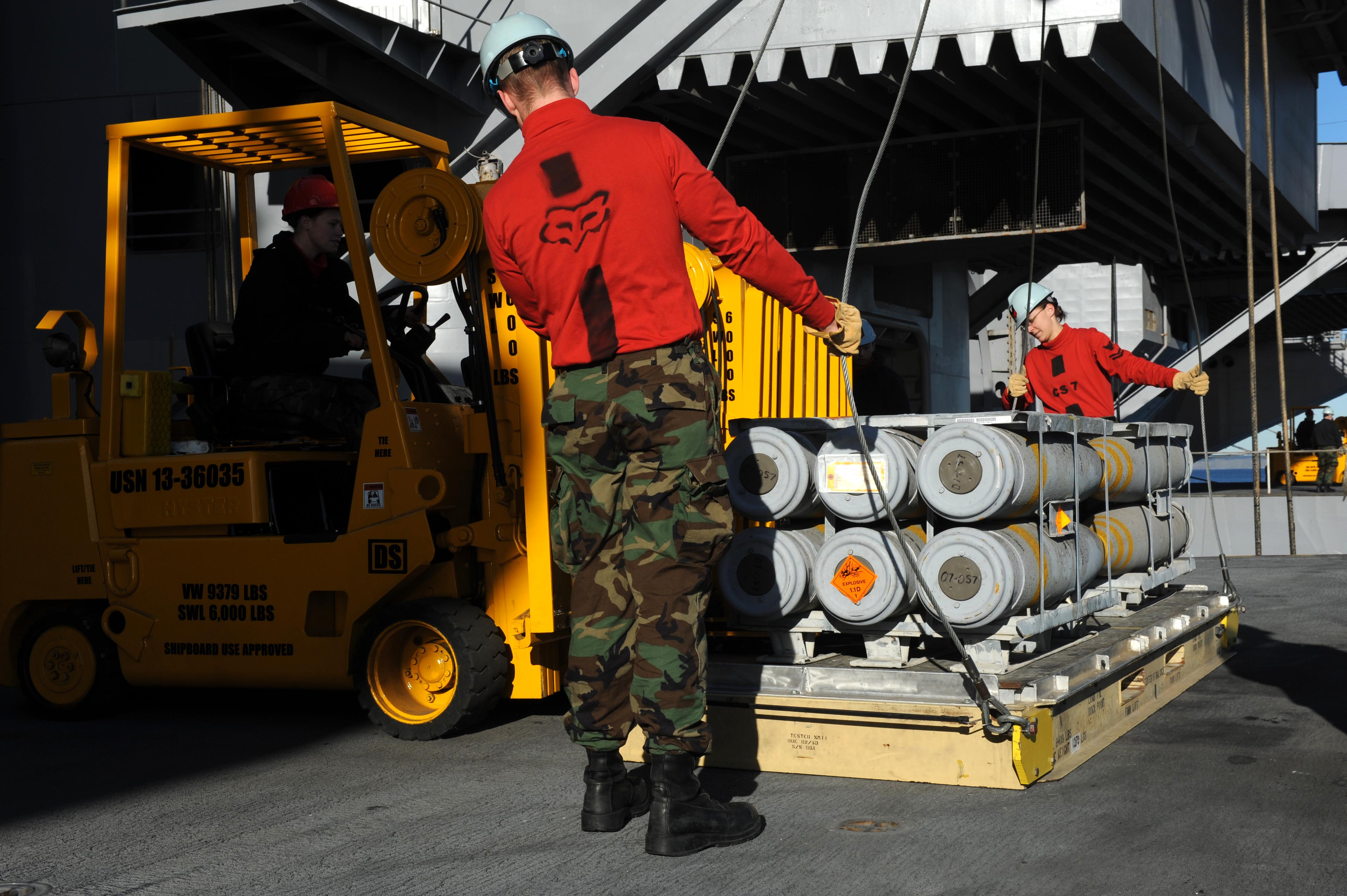
ミサイルを搭載したパレットを積む「ジョン・C・ステニス」のフォークリフト（2010年12月17日）
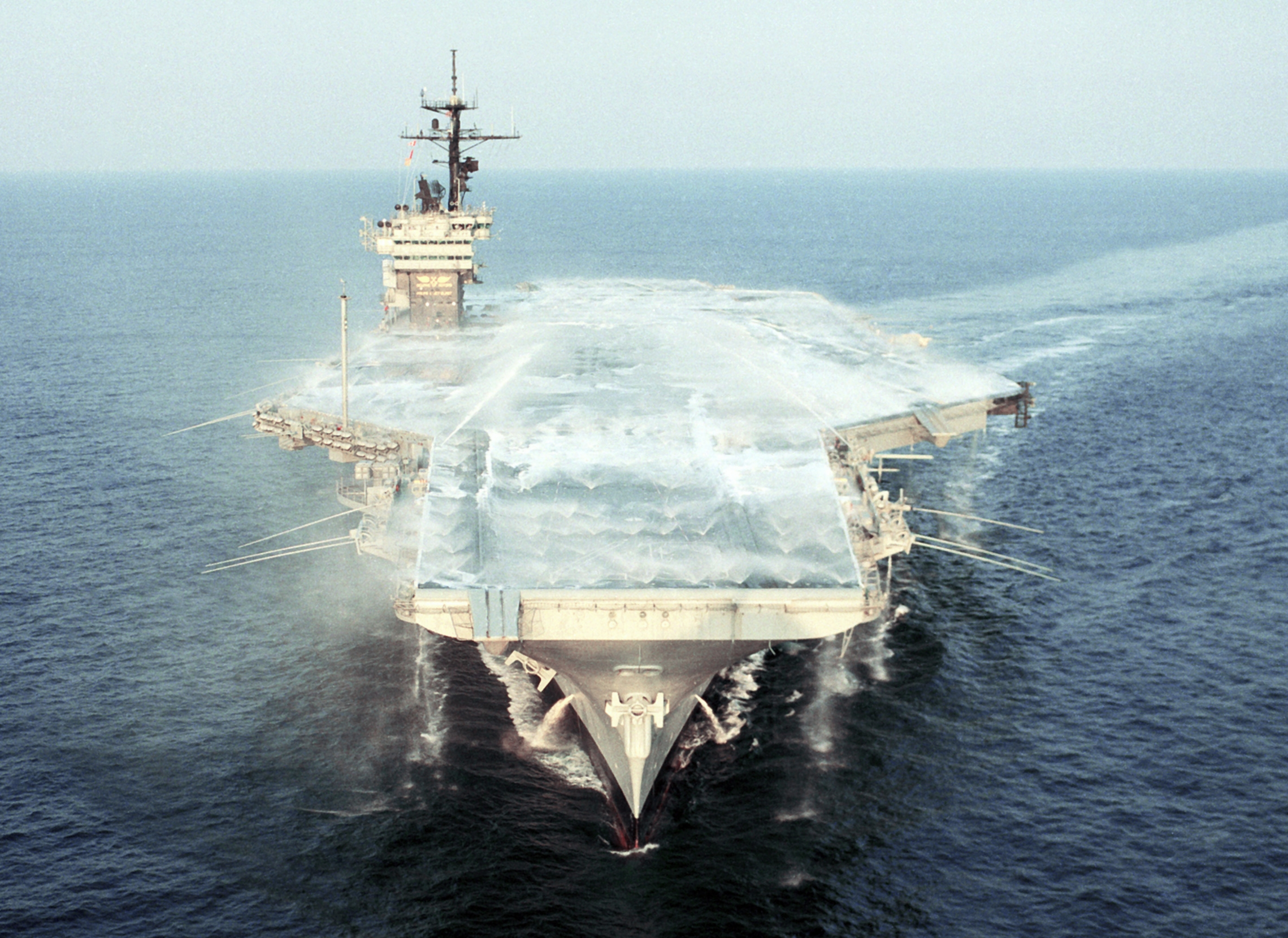
散水装置を展開する「ジョン・F・ケネディ」（1987年8月19日）
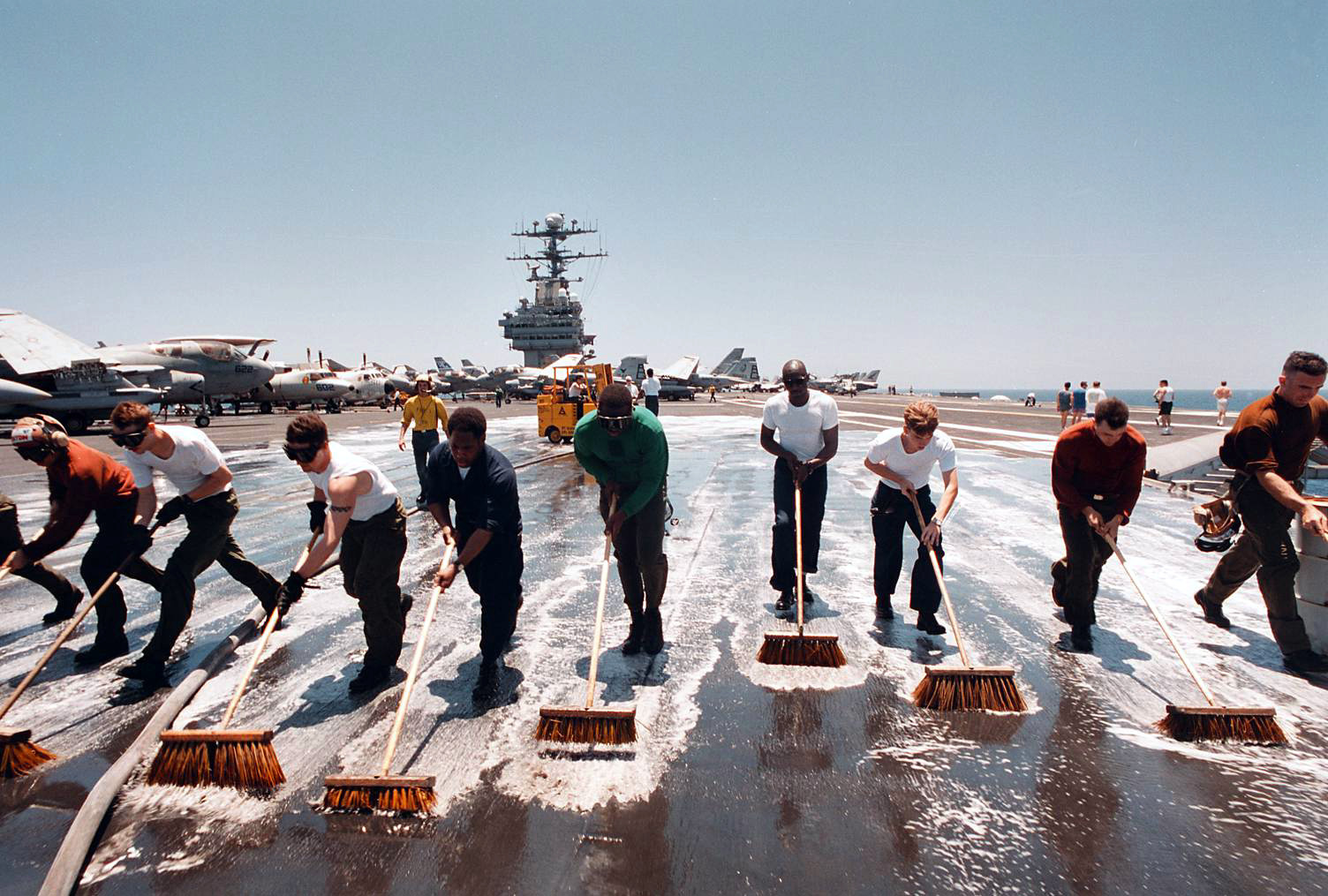
飛行甲板に撒かれた消火剤をデッキブラシで洗い落とす「ジョージ・ワシントン」の乗組員（1996年5月9日）
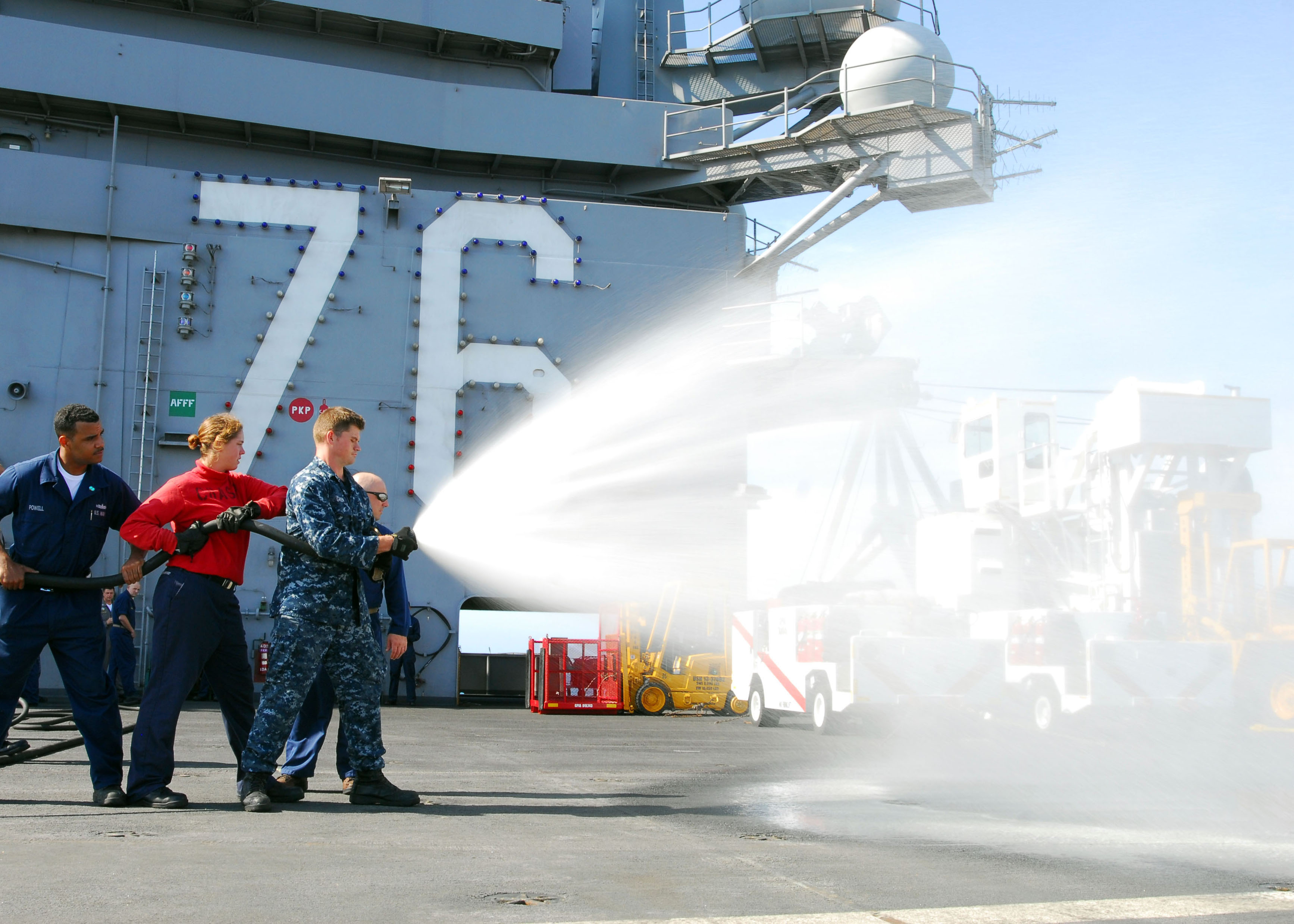
放水訓練を行う「ロナルド・レーガン」の乗組員（2010年8月25日）